# I Believe To My Soul
Pour les articles homonymes, voir Soul (homonymie).
Clip vidéo
[vidéo] « Ray Charles - I Believe to My Soul », sur YouTube
[vidéo] « Ray Charles (en concert) - I Believe to My Soul », sur YouTube
I Believe To My Soul (Je crois en mon âme ou Je crois en moi ou Je crois en ma musique soul, en anglais) est un standard de jazz-rhythm and blues-musique soul américain, de l'auteur-compositeur-interprète Ray Charles, enregistré en single chez Atlantic Records en 1959,, et intégré à son album The Genius Sings the Blues (en) de 1961. 

## Historique
Ray Charles est un des fondateurs de la musique soul (musique de l'âme, inspirée de mélange de musique religieuse gospel et du rhythm and blues), avec entre autres son tube international What'd I Say de 1959, vendu à plus d'un million d'exemplaires dans le monde, à partir du quel il est surnommé « The Genius » (Le Génie). 
Il compose et écrit cette chanson de musique soul, jazz blues et rhythm and blues, sur le thème personnel de sa vocation musicale, de son succès artistique international grandissant, et de sa relation amoureuse conflictuelle de couple, avec des passages parlé-chanté a cappella sur un rythme lent de battement de cœur « Je crois en mon âme, un de ces jours et ce ne sera pas long, tu me chercheras et je serai parti, parce que je crois (je crois, oui, je crois), je dis que je crois maintenant (je crois, oui, je crois), tu essaies de te moquer de moi (j'y crois, j'y crois)..., tu essaies de me ridiculiser (je le crois, je le crois), la nuit dernière, tu rêvais et je t'ai entendu dire " Oh, Johnny " alors que tu sais que je m'appelle Ray, c'est pourquoi j'y crois maintenant (je crois, oui, je crois)... ».
Ray Charles l'enregistre avec succès au studio Atlantic Records de New York, accompagné de lui même au piano électrique Wurlitzer, de son big band jazz, et de son cœur de choristes The Raelettes. 

## Reprises et adaptations
Le titre est repris entre autres par The Animals, Van Morrison, B. B. King, Leon Russell, ou encore Joe Cocker... 

## Au cinéma
- 2005 : Ray, de Taylor Hackford, film biographique, avec Jamie Foxx (Oscar du meilleur acteur 2005 pour son rôle de Ray Charles)[5].